# بیمارستان شهید بقایی اهواز
بیمارستان شهید بقایی، بیمارستانی نظامی و درمانی واقع در شهر اهواز و استان خوزستان که وابسته به مرکز بهداری رزمی جنوب غرب نیروی زمینی سپاه پاسداران انقلاب اسلامی است و در سال ۱۳۶۰ شمسی تأسیس گردید و هم اکنون ۱۲۰تخت ثابت دارد.این مکان در ۲۹ خرداد ۱۴۰۲ شمسی آتش گرفت و پس از تماس با آتش نشانی این آتش سوزی هولاک اطفا شد
هم اکنون این بیمارستان دارای بخش‌های داخلی، جراحی، CCU ،ICU زایشگاه، POST CCU، اورژانس و دیگر واحدهای پاراکلینیکی و درمانگاهی می‌باشد. مراجعان این بیمارستان وابسته به نیروی‌های مسلح و مابقی مردم عادی می‌باشند.